# 壯身腔吻鱈
壯身腔吻鱈，為輻鰭魚綱鱈形目鼠尾鱈科的其中一種。分布於中西太平洋夏威夷歐胡島與考愛島海域，屬深海底棲性魚類，棲息深度523-730公尺，體長可達35.5公分，生活習性不明。